# Nicator
Famille
Genre
Nicator est un genre constitué de trois espèces de passereaux appelés nicators. C'est le seul genre de la famille des Nicatoridae (ou nicatoridés en français).

## Liste des genres
D'après la classification de référence (version 5.2, 2015) du Congrès ornithologique international (ordre phylogénique) :
- Nicator chloris – Nicator à gorge grise
- Nicator gularis – Nicator à tête brune
- Nicator vireo – Nicator à gorge jaune